# Eugnathia marmorea
Eugnathia marmorea är en fjärilsart som beskrevs av Oswald Beltram Lower 1903. Eugnathia marmorea ingår i släktet Eugnathia och familjen nattflyn. Inga underarter finns listade i Catalogue of Life.